# Christophe Peeters
Christophe Peeters (Gent, 3 oktober 1974) is een Belgisch politicus voor de Open Vlaamse Liberalen en Democraten (Open Vld). Hij is ondervoorzitter van de Gentse gemeenteraad.
Op 20-jarige leeftijd kwam hij als jongste raadslid in de geschiedenis van stad Gent in de gemeenteraad. In 2000 volgde hij Guy Serraes op als schepen van Personeelsbeleid & Informatica en werd zo verantwoordelijk voor meer dan 4500 Gentse ambtenaren. Na 2 jaar als fractievoorzitter werd hij in december 2002 opnieuw schepen, ditmaal bevoegd voor Financiën, Facility Management en Sport.
Na het ontslag van Sas Van Rouveroij in september 2009 nam Christophe Peeters de belangrijke portefeuille Haven voor zijn rekening, dit bovenop zijn bevoegdheden Financiën, Facility Management en Sport. Van 2013 tot en met 2018 was hij schepen van Financiën, Feestelijkheden, Middenstand en Innovatie.
Na de verkiezingen van 2018 kreeg hij geen ambt in het nieuwe schepencollege en werd er vervangen door partijgenoot Sami Souguir. Zijn niet-benoeming was controversieel. Onder meer op een na alle voormalige schepenen en OCMW-voorzitters van de partij lieten het partijbestuur hun ongenoegen blijken. Hij kreeg daarna het ondervoorzitterschap van de gemeenteraad aangeboden en de belofte dat hij halfweg de termijn voorzitter wordt. Hij werd begin 2019 ook aangesteld als tijdelijk voorzitter van Open Vld Gent, nadat Mick Daman ontslag nam uit het voorzitterschap na de heisa over de niet-herbenoeming van Peeters als schepen. In juni 2019 stopte hij als voorzitter van Open Vld Gent. Als troostprijs voor zijn niet-benoeming als schepen kreeg hij een aantal bestuursmandaten toegewezen. Zo werd hij ondervoorzitter van netbeheerder Fluvius, voorzitter van de Gentse drinkwaterintercommunale Farys en voorzitter van Synductis, een samenwerkingsverband tussen nutsbedrijven om infrastructuurwerken in goede banen te leiden.
Op 25 januari 2020 werd hij voorzitter van Open Vld regio Gent-Eeklo als opvolger van Robby De Caluwé.

## Uitslagen verkiezingen
| Verkiezing              | Kieskring | Datum           | Lijst      | Plaats op lijst | Voorkeursstemmen | Uitslag      | Partijuitslag binnen kieskring |
| ----------------------- | --------- | --------------- | ---------- | --------------- | ---------------- | ------------ | ------------------------------ |
| Gemeenteraadsverkiezing | Gent      | 8 oktober 2006  | VLD-Vivant | 3e plaats       | 3.395            | 5e titularis | 21,04 %                        |
| Gemeenteraadsverkiezing | Gent      | 14 oktober 2012 | Open Vld   | 3e plaats       | 4.444            | 3e titularis | 16,5 %                         |
| Gemeenteraadsverkiezing | Gent      | 14 oktober 2018 | Open Vld   | 3e plaats       | 4.837            | 3e titularis | 25,15 %                        |
| Gemeenteraadsverkiezing | Gent      | 13 oktober 2024 | Voor Gent  | 7e plaats       | 4.489            | 6e titularis | 32,5%                          |